# Hyperacmus bicarinatus
Hyperacmus bicarinatus är en stekelart som först beskrevs av Cameron 1902.  Hyperacmus bicarinatus ingår i släktet Hyperacmus och familjen brokparasitsteklar. Inga underarter finns listade i Catalogue of Life.